# السلكة

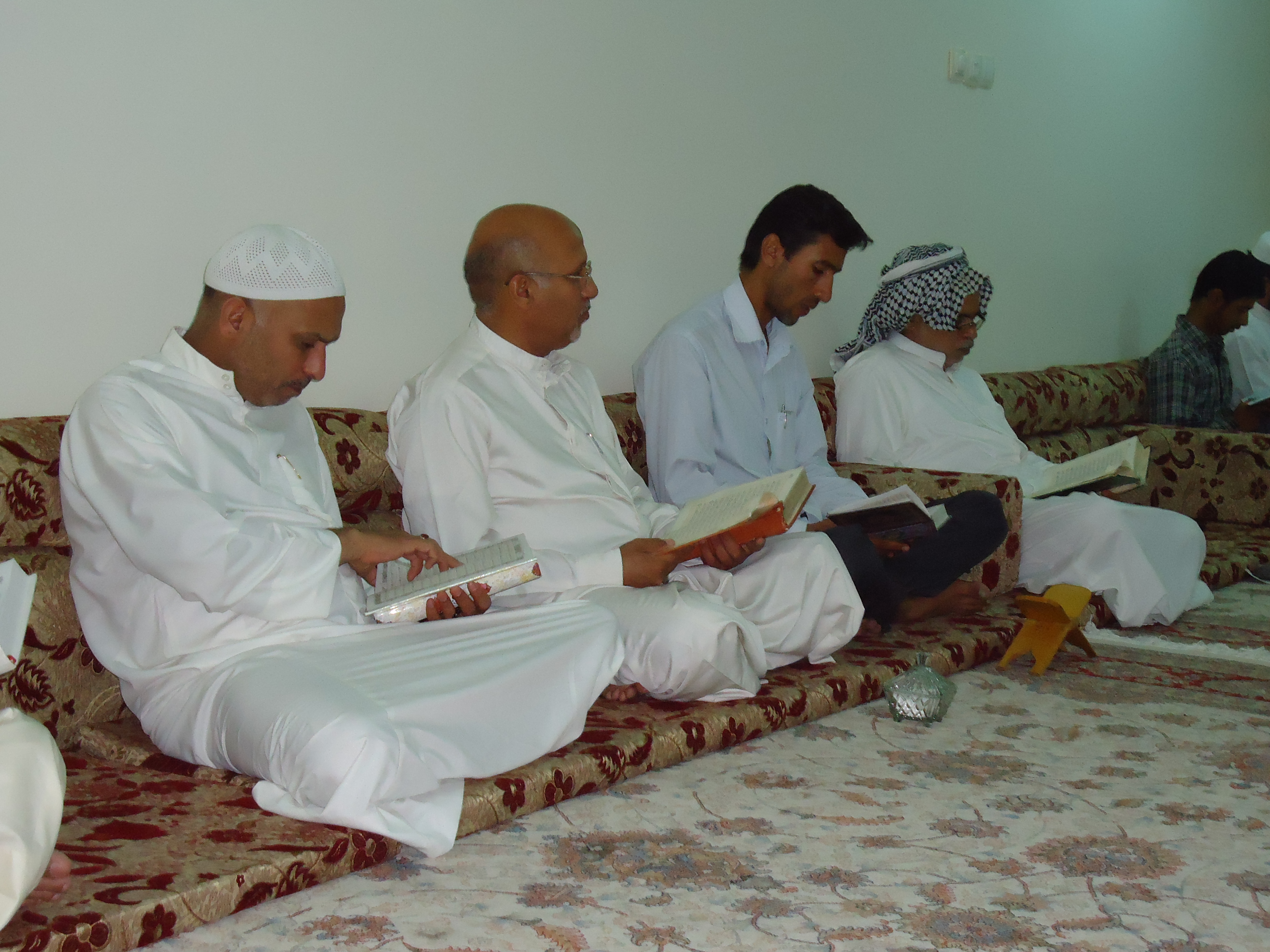
قراءة جماعية للقرآن الكريم

السَّلْكَة هو قراءة جماعية للقرآن الكريم كاملا يُقام في المساجد والزوايا في الجزائر والمغرب.

## أنواع السَّلْكَة
يُشرف «الباش حزاب» على تنظيم «السَّلْكَة» التي هي التلاوة الجماعية لمجمل 60 حزبا من القرآن الكريم كاملا في المساجد والزوايا وأماكن ومناسبات أخرى، مستعينا في ذلك بالحزابين.

### السَّلْكَة النهارية من الشروق إلى المغرب

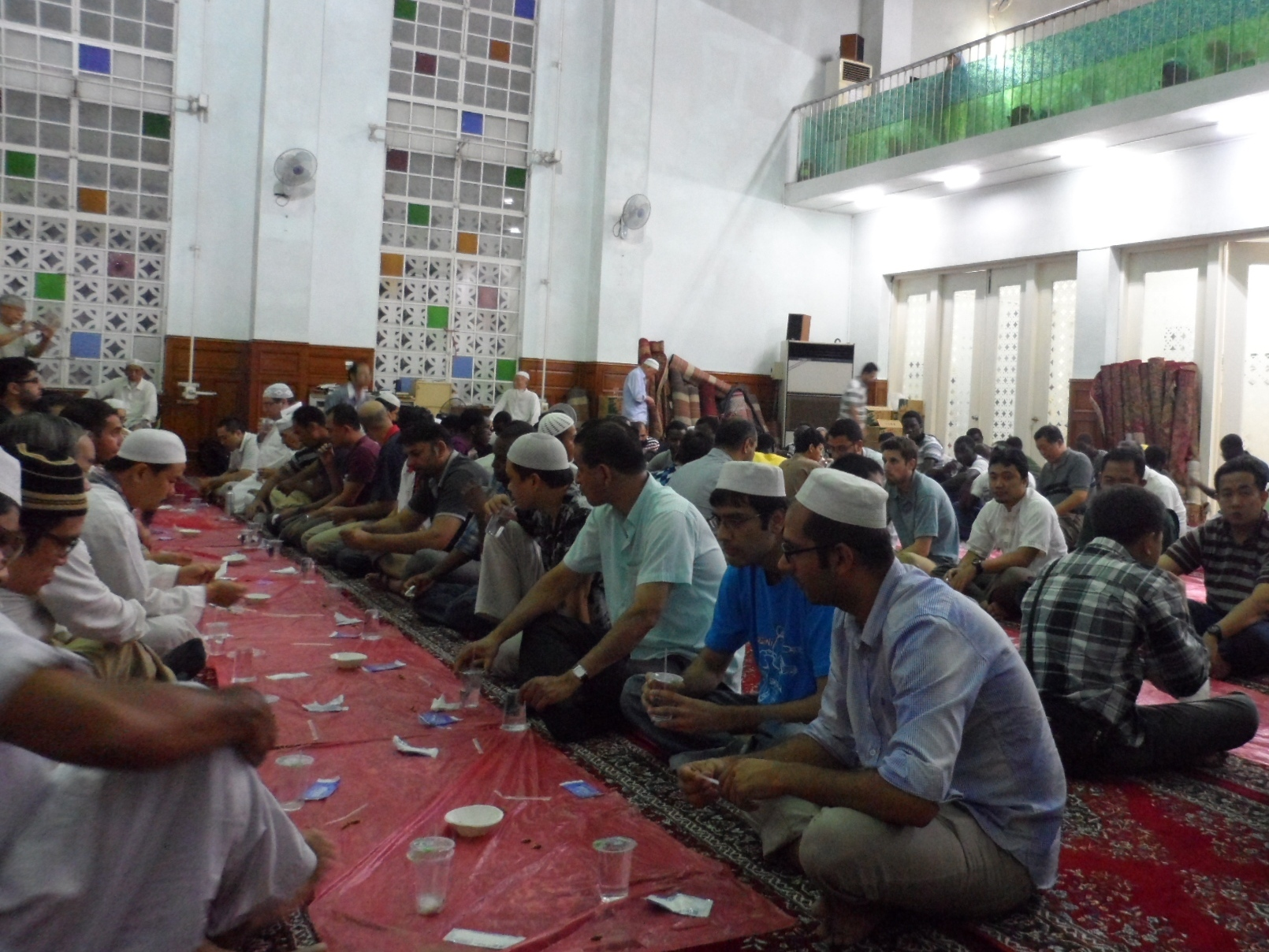
اجتماع المصلين في المسجد

يقوم «الباش حزاب» مع الحزابين بالشروع في «السَّلْكَة النهارية» أو «التلاوة الجماعية لمجمل 60 حزبا من القرآن الكريم» كاملا، وذلك ابتداء من «شروق الشمس» إلى غاية «غروب الشمس» و«صلاة المغرب».
وإذا كانت مدة نهار اليوم متغيرة ما بين الشتاء والصيف، فإن متوسط تلاوة القرآن هو بمقدار 5 أحزاب في نهار الصيف القصير و7 أحزاب في نهار الشتاء القصير.
ومن شروط نجاح تنظيم «السَّلْكَة النهارية» أن يكون وقت النوم أثناء الليلة السابقة كافيا بالنسبة للمشاركين ليستطيعوا الصبر والاحتمال طول النهار وهم يتلون جماعيا كتاب الله.
كما أن التقلل من تناول الطعام وشرب السوائل في الليلة الماضية يجب أن يتم الانضباط به لتفادي التردد المتكرر على دورة الماء أثناء التلاوة الجماعية لتفادي الانقطاع في الاستفادة والتبرك بهذه الختمة القرآنية.
فينطلق «الباش حزاب» مع الحزابين بعد صلاة الصبح في التحضير للختم الجماعي للقرآن الكريم في انتظار قدوم القراء وحفظة القرآن من المساجد الأخرى والأماكن البعيدة ليلتئم الشمل مع شروق الشمس.
ذلك أن الحرص على عدم الإخلال الجماعي بالترتيل والتغني بالقرآن هو من أهم خصائص «السَّلْكَة النهارية»، وهذا المقصد يقتضي إشعار المعنيين بهذه المناسبة قبل موعدها بمدة كافية وتذكيرهم المتواصل وانتظار قدومهم لانطلاق الختمة النهارية في أبهى حُلة.
ويتناوب على قيادة جوقة السَّلْكَة النهارية العديد من الحزابين تحت إشراف «الباش حزاب» من أجل الحفاظ على حيوية التلاوة الجماعية، لأن هذه المجموعة الصوتية المسجدية يخضع تسييرها لنفس تقنيات قيادة الفرق الصوتية أين يمثل «الباش حزاب» وظيفة مخرج فني.
ويتم تناول بعض الأطعمة الخفيفة أثناء النهار من لبن وتمر قصد التقوي على مواصلة الترتيل الجماعي دون إجهاد وإرهاق كبيرين.
وأثناء الحفاظ على مراتب التلاوة الجماعية، يقوم القراء بأداء صلاة الضحى وصلاة الظهر وصلاة العصر وأخيرا صلاة المغرب قبل الاحتفال بختم «السَّلْكَة النهارية» مع رفع اليدين في الدعاء.
ثم يتم تناول وجبة العشاء بعد ذلك جماعيا ليتفرق القراء عائدين إلى مضاربهم القريبة والبعيدة بعد التلاوة الكاملة للقرآن الكريم من سورة الفاتحة إلى غاية سورة الناس.

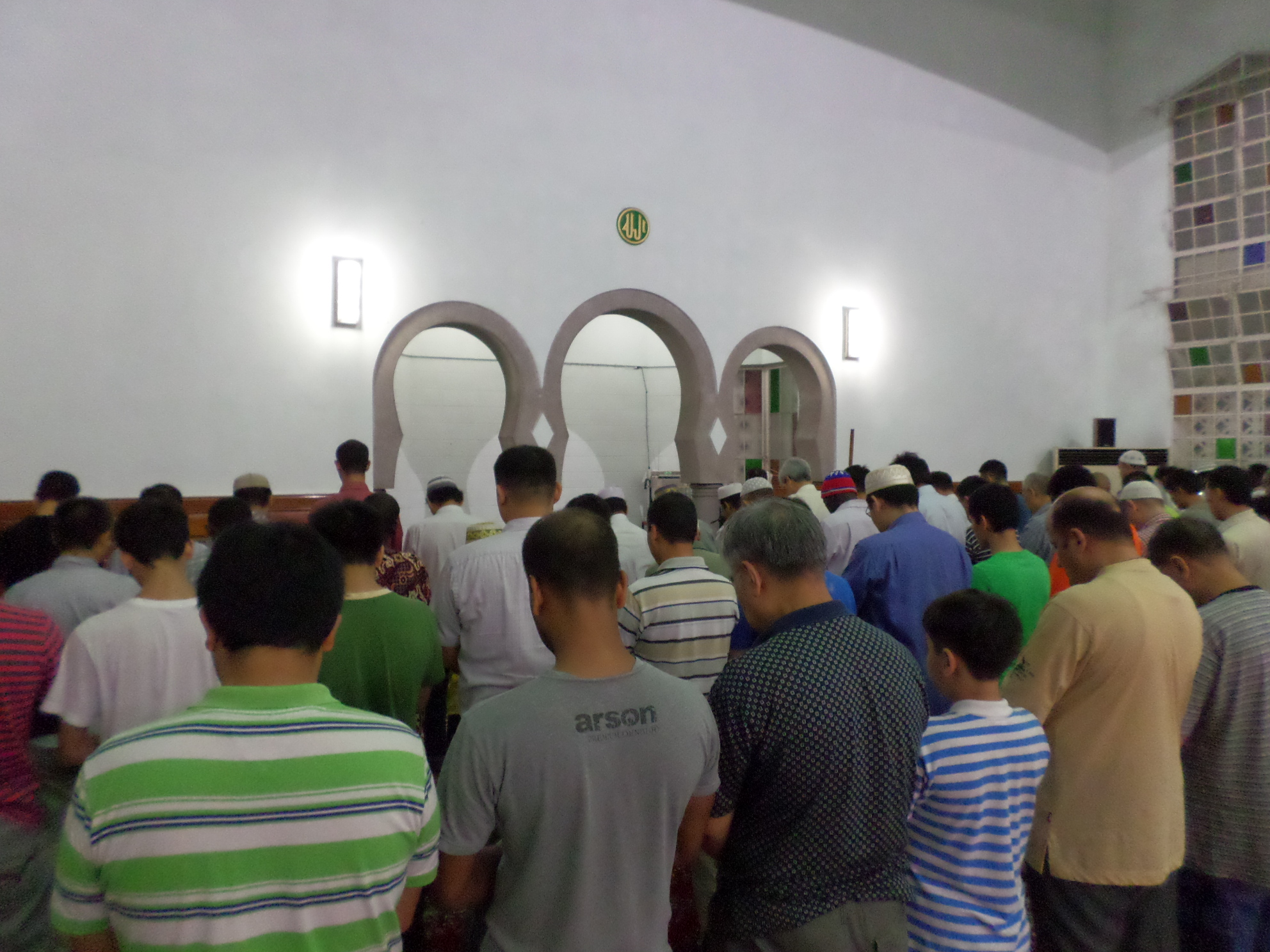
صلاة ليلية في المسجد

### السَّلْكَة الليلية من العصر إلى الفجر
يقوم «الباش حزاب» مع الحزابين بالشروع في «السَّلْكَة الليلية» أو «التلاوة الجماعية لمجمل 60 حزبا من القرآن الكريم» كاملا، وذلك ابتداء من «صلاة العصر» إلى غاية «صلاة الفجر» من اليوم الموالي.
وعادة ما يتم اختيار يوم الخميس لتنظيم «السَّلْكَة الليلية» من أجل جمع العديد من الخصال المتمثلة في صيام يوم الخميس ثم إفطار الصائم ثم نيل بركة ليلة الجمعة ثم قراء سورة الكهف في صبيحة يوم الجمعة بعد ختم القرآن الكريم، ثم الاحتفال بختم «السَّلْكَة الليلية» مع رفع اليدين في الدعاء.
وإذا كانت مدة ليل اليوم متغيرة ما بين الشتاء والصيف، فإن متوسط تلاوة القرآن هو بمقدار 7 أحزاب في ليل الصيف القصير و5 أحزاب في ليل الشتاء الطويل.

## روابط خارجية
- بدء تلاوة السَّلْكَة الليلية من العصر إلى الفجر في زاوية بني مهلال على يوتيوب
- تلاوة السَّلْكَة الليلية من العصر إلى الفجر في زاوية سيدي سليمان بن أبي سماحة على يوتيوب
- تلاوة السَّلْكَة الليلية من العصر إلى الفجر في زاوية سيدي محمد بلكبير على يوتيوب
- تلاوة السَّلْكَة الليلية من العصر إلى الفجر: سورة يوسف على يوتيوب
- دعاء ختم السَّلْكَة الليلية من العصر إلى الفجر في زاوية بلحمادي بالمطارفة على يوتيوب
- تلاوة السَّلْكَة النهارية من الشروق إلى المغرب في زاوية سيدي عمر أوقروت على يوتيوب
- تلاوة السَّلْكَة النهارية من الشروق إلى المغرب في زاوية تازليزة على يوتيوب
- دعاء بدء السَّلْكَة النهارية من الشروق إلى المغرب في الجامع الكبير على يوتيوب
- دعاء ختم السَّلْكَة النهارية من الشروق إلى المغرب في زاوية زلفانة على يوتيوب
- دعاء ختم السَّلْكَة النهارية من الشروق إلى المغرب في الزاوية الحبيبية على يوتيوب
- سورة الكهف: تلاوة جماعية جزائرية برواية ورش عن نافع على يوتيوب
- سورة مريم: تلاوة جماعية جزائرية برواية ورش عن نافع على يوتيوب
- سورة طه: تلاوة جماعية جزائرية برواية ورش عن نافع على يوتيوب
- سورة الأنبياء: تلاوة جماعية جزائرية برواية ورش عن نافع على يوتيوب